# Цинк-бромный аккумулятор
Цинк-бро́мный аккумуля́тор — это вторичный химический источник тока, в котором анодом является цинк, электролит — водный раствор бромида цинка, катод — жидкий бром абсорбированный на угольном токоотводе (электрод).

## Параметры
Цинк бромный аккумулятор отличается высокой удельной энергией и ЭДС, его средние характеристики составляют:
- Теоретическая энергоемкость(Вт·ч/кг): 438 Вт·ч/кг.
- Удельная энергоемкость(Вт·ч/кг): около — 68(70)-145 Вт·ч/кг.
- Удельная энергоплотность(Вт·ч/дм³): около — 70—197 Вт·ч/дм³.
- ЭДС: 1,82 В.